# نیلوفر بختیار
نیلوفر بختیار (به انگلیسی: Nilofar Bakhtiar)، وزیر گردشگری پاکستان بود که پس از صدور فتوا در مورد بوسیدن همکار فرانسوی خود از وزارت بر کنار شد. بر پایه این فتوا از خانواده او خواسته شد که او را به استغفار وادارند.

## فتوا

### برخورد مفتی
محمد یونس که فتوایی سه صفحه‌ای را بر پایه قرآن و حدیث داده بود، گفته: یک زن مسلمان با یک مرد نامسلمان نمی‌تواند چنین کاری بکند.

### برخورد با فتوا
نیلوفر بختیار در برخورد با فتوا گفت: من کسی را بوسیده‌ام که از پدرم هم پیرتر است.